# Flastroff
Flastroff (fràncic lorenès Floostroff) és un municipi francès situat al departament del Mosel·la i a la regió del Gran Est. L'any 2007 tenia 295 habitants.

## Demografia

### Població
El 2007 la població de fet de Flastroff era de 295 persones. Hi havia 114 famílies, de les quals 24 eren unipersonals (20 homes vivint sols i 4 dones vivint soles), 43 parelles sense fills i 47 parelles amb fills.
La població ha evolucionat segons el següent gràfic:
Habitants censats

### Habitatges
El 2007 hi havia 125 habitatges, 112 eren l'habitatge principal de la família i 13 estaven desocupats. 119 eren cases i 6 eren apartaments. Dels 112 habitatges principals, 106 estaven ocupats pels seus propietaris i 6 estaven llogats i ocupats pels llogaters; 6 tenien tres cambres, 11 en tenien quatre i 96 en tenien cinc o més. 106 habitatges disposaven pel capbaix d'una plaça de pàrquing. A 37 habitatges hi havia un automòbil i a 59 n'hi havia dos o més.

### Piràmide de població
La piràmide de població per edats i sexe el 2009 era:
| Homes | Edats   | Dones |
| ----- | ------- | ----- |
| 0     | 95 o +  | 0     |
| 0     | 90 a 94 | 0     |
| 0     | 85 a 89 | 8     |
| 0     | 80 a 84 | 0     |
| 4     | 75 a 79 | 4     |
| 0     | 70 a 74 | 12    |
| 12    | 65 a 69 | 0     |
| 12    | 60 a 64 | 4     |
| 12    | 55 a 59 | 12    |
| 4     | 50 a 54 | 4     |
| 16    | 45 a 49 | 12    |
| 20    | 40 a 44 | 16    |
| 16    | 35 a 39 | 16    |
| 12    | 30 a 34 | 8     |
| 8     | 25 a 29 | 4     |
| 4     | 20 a 24 | 0     |
| 8     | 15 a 19 | 16    |
| 12    | 10 a 14 | 12    |
| 20    | 5 a 9   | 8     |
| 4     | 0 a 4   | 8     |

## Economia
El 2007 la població en edat de treballar era de 207 persones, 144 eren actives i 63 eren inactives. De les 144 persones actives 132 estaven ocupades (77 homes i 55 dones) i 12 estaven aturades (5 homes i 7 dones). De les 63 persones inactives 16 estaven jubilades, 24 estaven estudiant i 23 estaven classificades com a «altres inactius».

### Ingressos
El 2009 a Flastroff hi havia 124 unitats fiscals que integraven 314 persones, la mediana anual d'ingressos fiscals per persona era de 17.993 €.

### Activitats econòmiques
Dels 7 establiments que hi havia el 2007, 1 era d'una empresa de fabricació d'altres productes industrials, 2 d'empreses de construcció, 1 d'una empresa de comerç i reparació d'automòbils, 1 d'una empresa d'hostatgeria i restauració, 1 d'una empresa financera i 1 d'una empresa de serveis.
Dels 3 establiments de servei als particulars que hi havia el 2009, 1 era una oficina bancària, 1 guixaire pintor i 1 lampisteria.
L'any 2000 a Flastroff hi havia 17 explotacions agrícoles que ocupaven un total de 790 hectàrees.

## Equipaments sanitaris i escolars
El 2009 hi havia una escola elemental integrada dins d'un grup escolar amb les comunes properes formant una escola dispersa.

## Poblacions més properes
El següent diagrama mostra les poblacions més properes.